# 왕나비
왕나비 또는 제주왕나비(chestnut tiger)는 나비목 네발나비과의 나비이다. 자주색·검은색·갈색이 조화를 이룬 멋진 날개를 갖고 있고 10cm의 큰 몸집을 갖고 있는데, 왕나비라는 이름도 여기에서 유래했다. 애벌레는 박주가리아과 나무의 잎을 먹는데, 이때 먹이식물의 독(毒)을 몸에 품었다가 어른벌레가 되면 자신을 보호하는 데 사용한다.

## 분포

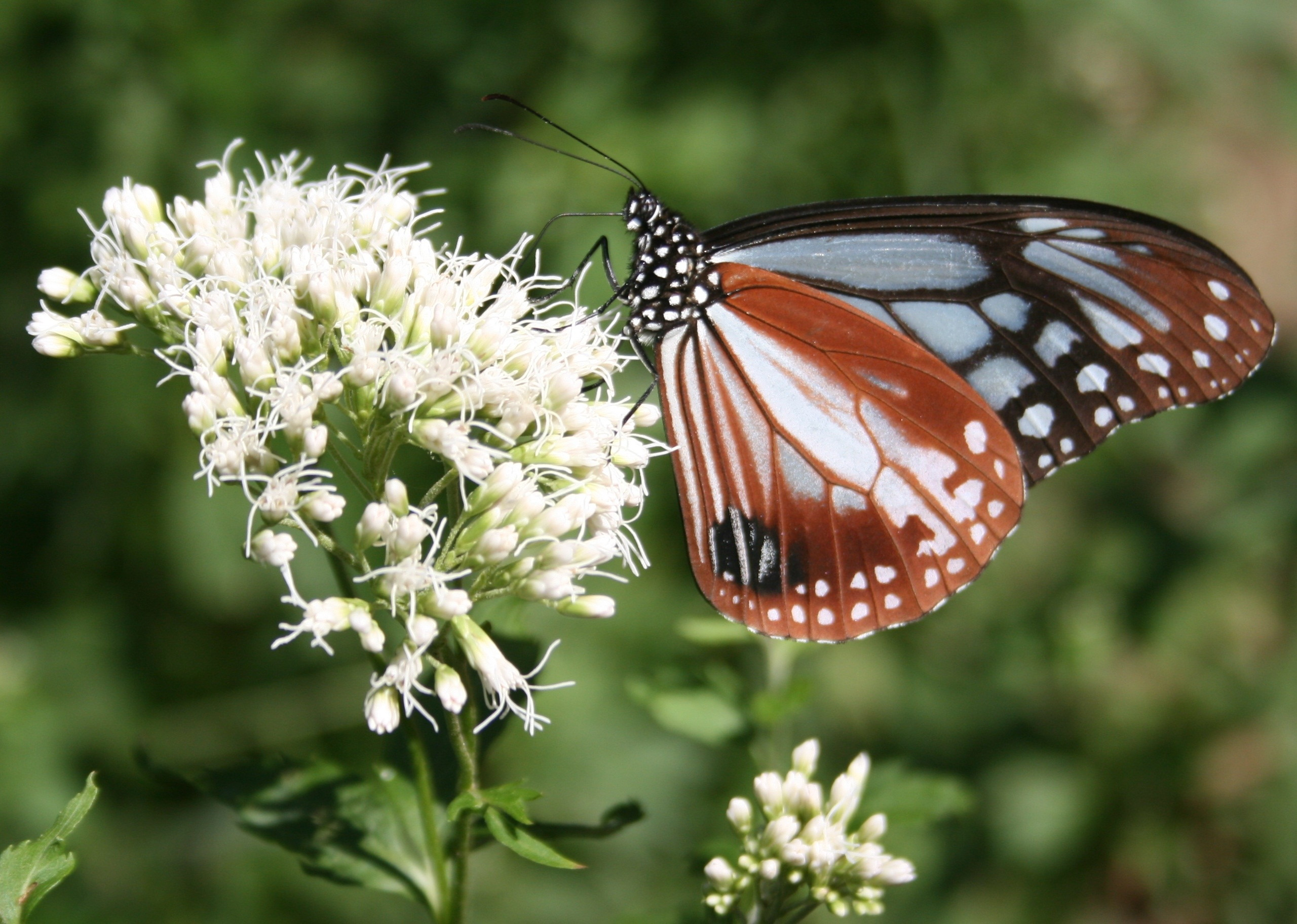
왕나비과 등골나물

따뜻한 지역에서만 사는 남방계나비로써 동아시아부터 히말라야산맥까지 넓게 분포한다. 표고의 높은 산지에 많이 생식 한다. 분포 지역 내에서 몇 종의 아종으로 나누기도 한다. 한국에서의 왕나비는 제주도에서 겨울을 나고, 나비중에서 유일하게 여행을 하는 종류인데, 곤충생태학자들은 번식을 위한 것으로 추정한다. 또한 고향인 제주도로 돌아오는지도 확인되지 않을만큼 아직 모르는게 많은 나비이다. 실제로 7월~9월 한여름에 중부지방에서도 목격이 되고 있으며, 이동경로는 북한까지 이어지는 것으로 보인다. 일본에 분포하는 아종은 P. s. niphonica라 하기도 하며, 규슈 이북에서 성충을 볼 수 있는 것은 5월부터 10월 정도까지지만, 류큐 열도에서는 반대로 가을부터 겨울에 걸쳐 볼 수 있다.

## 같이 보기
대왕나비